# Rue des Deux-Avenues
La rue des Deux-Avenues est une voie du 13e arrondissement de Paris, en France.

## Situation et accès

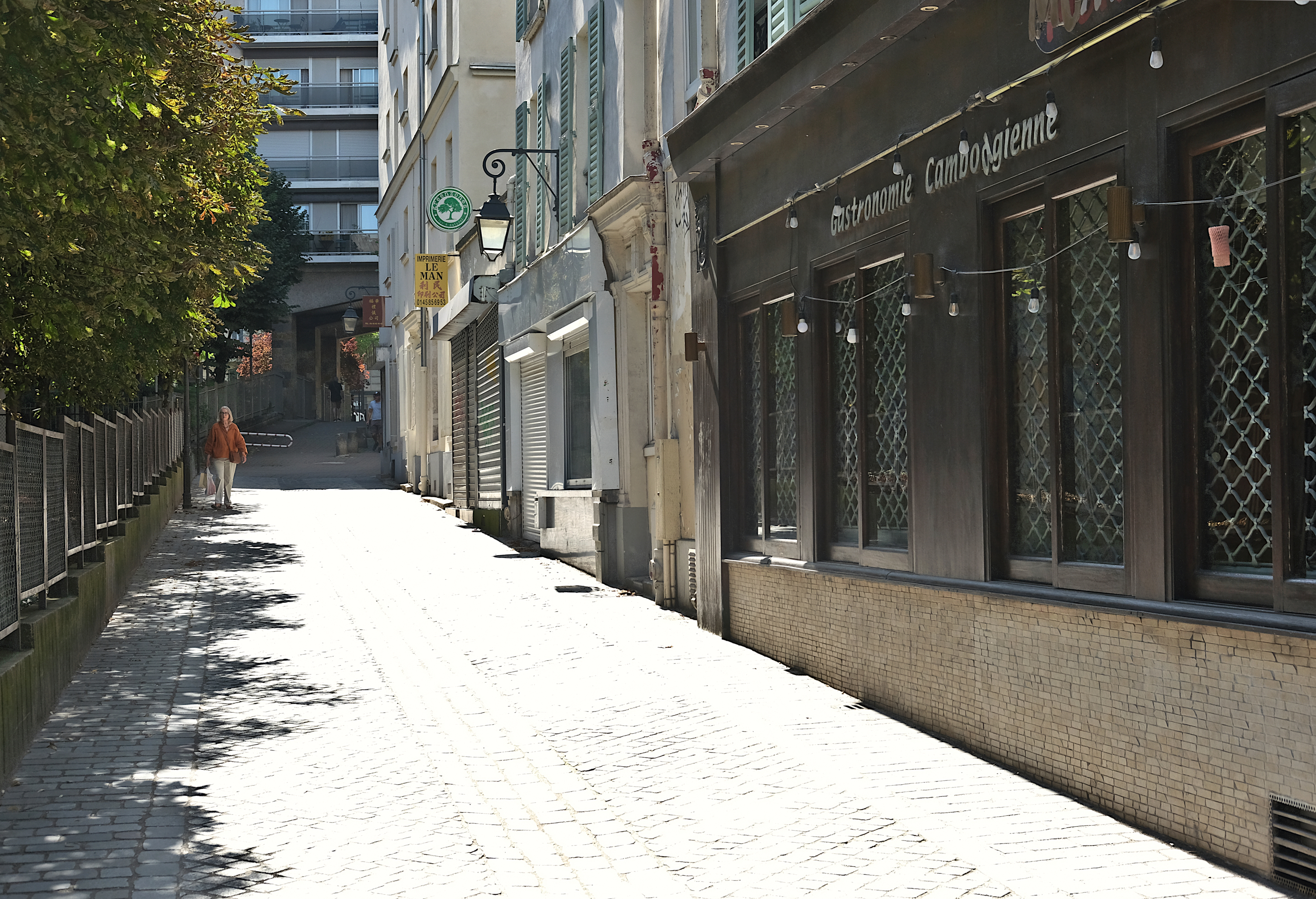
La rue des Deux-Avenues en 2024.

## Origine du nom
Elle porte ce nom car elle relie les deux avenues de Choisy et d'Italie. 

## Historique
Ancien « passage Saint-Hippolyte », la voie tient son nom, par un arrêté du 12 février 1935. Voie privée, elle est cependant ouverte à la circulation publique par un arrêté municipal du 27 avril 1981.